# Jamial Rolle
Jamial Rolle, född 16 april 1980, är en friidrottare från Bahamas. Han deltog vid olympiska sommarspelen 2008 och olympiska sommarspelen 2016.